# Serpocaulon eleutherophlebium
Serpocaulon eleutherophlebium är en stensöteväxtart som först beskrevs av Fée, och fick sitt nu gällande namn av Alan Reid Smith. Serpocaulon eleutherophlebium ingår i släktet Serpocaulon och familjen Polypodiaceae. Inga underarter finns listade.